# Ozarchaea saxicola
Ozarchaea saxicola är en spindelart som först beskrevs av Hickman 1969.  Ozarchaea saxicola ingår i släktet Ozarchaea och familjen Pararchaeidae.
Artens utbredningsområde är Tasmanien. Inga underarter finns listade i Catalogue of Life.